# Про сферу світу

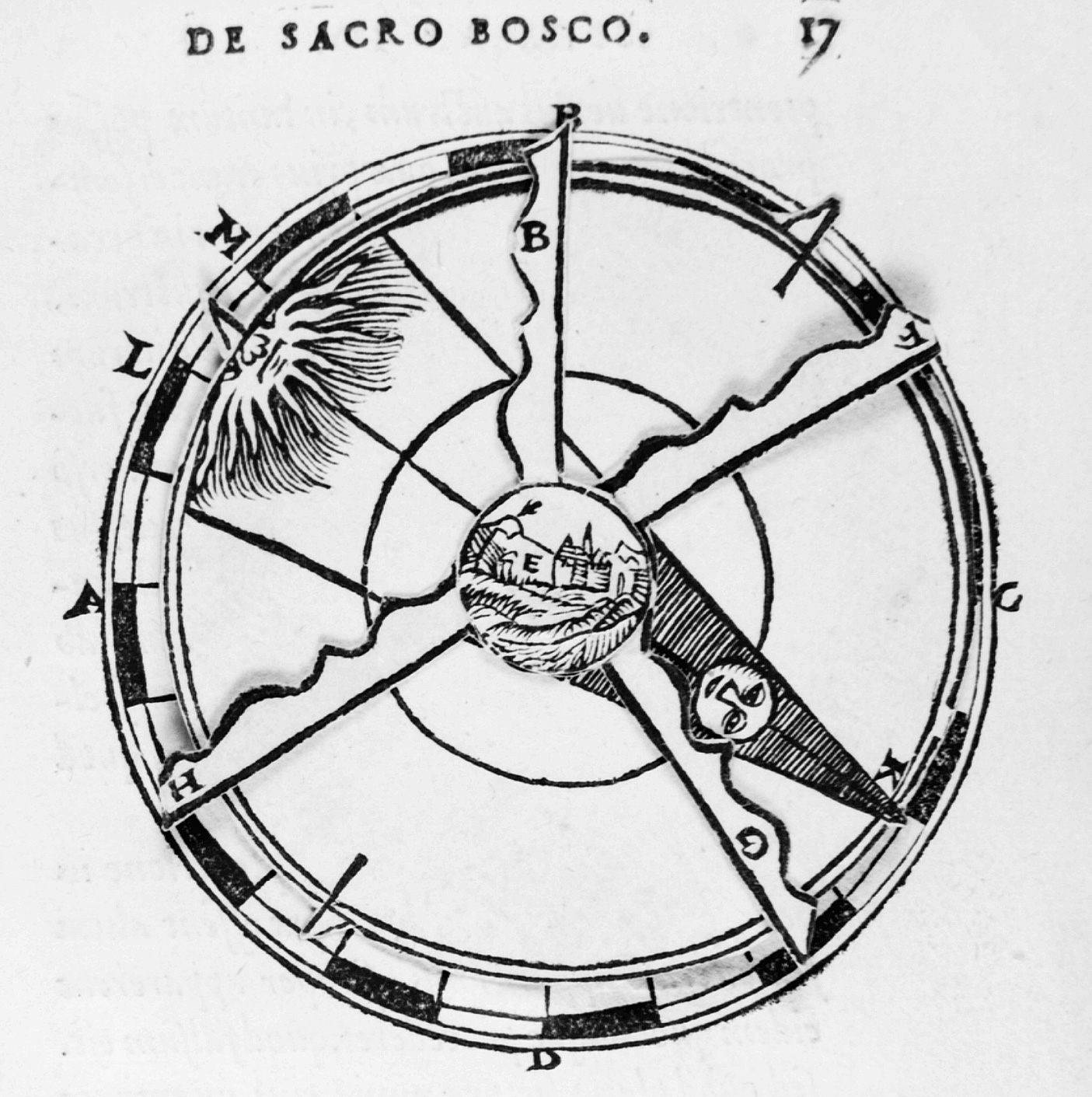
Вольвела з видання XVI століття De Sphaera

Про сферу світу (лат. De sphaera mundi, також зустрічаються латинські назви Tractatus de sphaera, Textus de sphaera або просто De sphaera) — середньовічний вступ до астрономії, написаний Йоганном де Сакробоско близько 1230 року, одна з найвпливовіших астрономічних праць докоперниканської Європи. Книга значною мірою була заснована на «Альмагесті» Птолемея, почерпнувши деякі додаткові ідеї з ісламської астрономії.

## Вплив

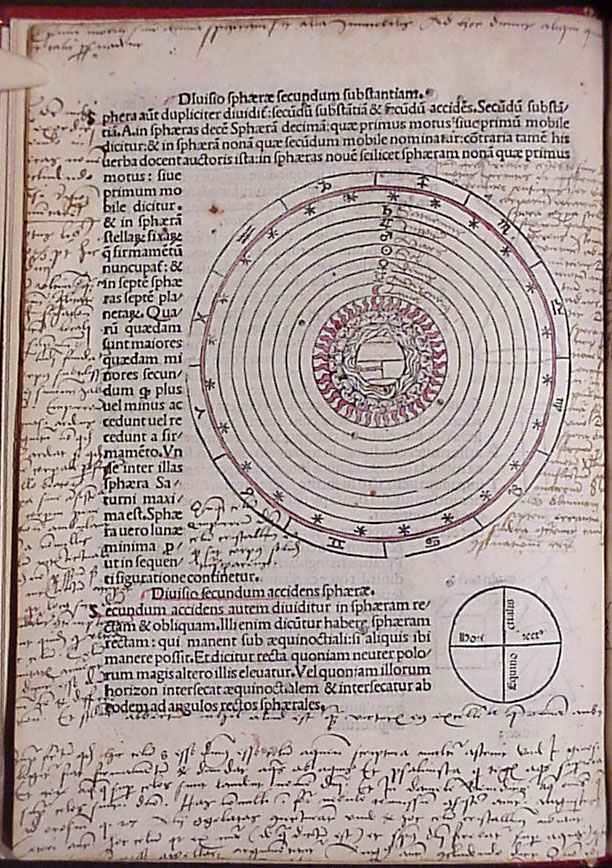
Екземпляр книги «Про сферу світу» з великою кількістю поміток

Книга «Про сферу світу» Сакробоско була найуспішнішим з кількох конкуруючих астрономічних підручників XIII століття. Її використовували в університетах протягом сотень років, і рукопис багато разів переписували до винаходу друкарського верстата; збереглися сотні рукописних примірників. Перше друковане видання з'явилося в 1472 році у Феррарі, а в наступні двісті років було надруковано щонайменше 84 видання. Твір часто доповнювали коментарями до оригінального тексту. Кількість примірників і коментарів відображає важливість книги як університетського тексту.

## Зміст
«Сферою світу» є не земля, а небо, і Сакробоско цитує Феодосія, кажучи, що воно тверде. Небо розділене на дев'ять частин: «першорушій», сферу нерухомих зір (твердь небесна) і сім планет: Сатурн, Юпітер, Марс, Сонце, Венера, Меркурій і Місяць. Є два рухи: обертання неба зі сходу на захід навколо осі, яка проходить через арктичний і антарктичний полюси, й обертання нижніх сфер у протилежному напрямку навколо осей, нахилених під кутом 23°.
Світ розділений на дві частини: елементарну та ефірну. Елементарна складається з чотирьох частин: земля, навколо неї розташована вода, потім повітря, а потім вогонь, що сягає до Місяця. Вище Місяця знаходиться ефір, який філософи називають «п'ятою сутністю», і який є незмінним.

### Всесвіт як машина
Сакробоско говорив про всесвіт як про machina mundi, машину світу, припускаючи, що затемнення Сонця під час розп'яття Ісуса, про яке повідомляють релігійні тексти, було порушенням порядку цієї машини. Ця концепція схожа на уподібнення Всесвіту годинниковому механізму, яке стало дуже популярним в епоху Просвітництва:465.

### Кулястість Землі

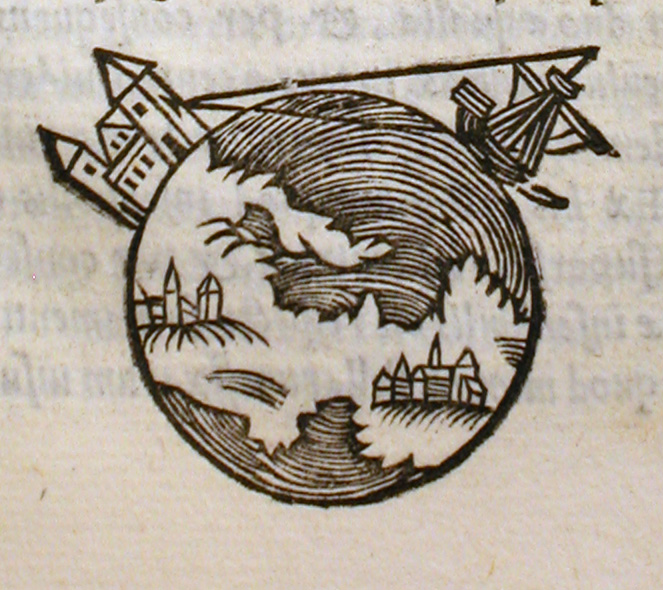
Малюнок із видання «Про сферу світу» 1550 року, на якому показано, як через кривину Землі щогла корабля, що наближається до спостерігача, з'являється над горизонтом першою

Книга «Про сферу світу» здебільшого описує саме небо, але вона також чітко зазначає, що Земля має форму кулі. Ця думка була дуже поширена в Європі в часи середньовіччя, попри заяви деяких істориків XIX та XX століть, ніби середньовічні вчені вважали Землю пласкою:19,26-27. Як доказ кулястості Землі в першому розділі книги автор відзначає, що для мешканців сходу зорі сходять і заходять раніше й місячні затемнення відбуваються раніше; що мешканці півночі бачать зорі біля Північного полюса, а мешканці півдня можуть бачити й південніші зорі; що на морі можна бачити далі, піднявшись на щоглу; що вода шукає своєї природної форми, яка є круглою, як крапля.